# Rhenzy Feliz
Rhenzy Feliz (Nova Iorque, 26 de outubro de 1997) é um ator norte-americano mais conhecido por interpretar o papel de Alex Wilder na série de televisão Marvel's Runaways (2017-2019), exibida como programação original do canal Hulu.

## Carreira
Rhenzy Feliz frequentou a Santa Monica High School, onde se graduou em Drama. Ele e sua equipe foram finalistas na Competição Monologue Wilson de agosto de 2016 e no Programa Spotlight do Music Center, onde ganhou reconhecimento. Ele conseguiu o papel de Alex Wilder em Marvel's Runaways, que é lançada no Hulu como parte de sua programação original.

## Filmografia

### Cinema
| Ano  | Título           | Papel                 | Ref.  |
| ---- | ---------------- | --------------------- | ----- |
| 2020 | All Together Now | Ty                    | [ 4 ] |
| 2021 | Jelly            | Estudante             |       |
| 2021 | The Tender Bar   | Wesley                | [ 5 ] |
| 2021 | Encanto          | Camilo Madrigal (voz) | [ 6 ] |

### Televisão
| Ano       | Título                           | Papel          | Notas                   | Ref.  |
| --------- | -------------------------------- | -------------- | ----------------------- | ----- |
| 2016      | Casual                           | Spencer        | 10 episódios            |       |
| 2017      | Teen Wolf                        | Aaron          | 5 episódios             | [ 7 ] |
| 2017–2019 | Runaways                         | Alex Wilder    | 33 episódios            | [ 3 ] |
| 2018      | Kevin (Probably) Saves the World | Marc           | Episódio: "Old Friends" |       |
| 2021      | American Horror Stories          | Chad           | Episódio: "Drive In"    | [ 8 ] |
| 2024      | The Penguin                      | Victor Aguilar | 8 episódios             | [ 9 ] |